# Аутодромо Ерманос Родригес
Аутодромо „Ерманос Родригес“ е писта за провеждане на автомобилни и мотоциклетни състезания, намираща се в Мексико сити, Мексико. На нея се провеждат състезанията за Голямата награда на Мексико от Формула 1, а на неин съкратен вариант - стартове от Формула Е.

## Име
Пистата е кръстена на мексиканските пилоти, които са и братя Рикардо Родригес и Педро Родригес. „Ерманос Родригес“ означава „Братя Родригес“.

## История
Пистата е построена на публичен парк през 1962 година, когато се провежда и първата Голяма Награда на Мексико, която е извъншампионатна надпревара за Формула 1. По време на тренировките местният пилот Рикардо Родригес, каращ Лотус за частния отбор на Роб Уокър, загива на пистата и трасето е кръстено на негово име малко по-късно. Първите победители са Тревър Тейлър и Джим Кларк, след като колата на Кларк не потегля. От следващата година трасето е включено в официалния календар на шампионата. Пистата е домакин на надпреварата до 1970-а, когато е отстранена от календара от съображения за сигурност.
По-късно друг мексикански пилот Педро Родригес, брат на загиналия Рикардо, загива по време на надпревара със спортни коли на Норисринг, Западна Германия. В памет на братята, пистата получава името Ерманос Родригес(на испански Братя Родригес). Трасето е реконструирано през 80-те години за подобряване на безопасността и се връща в календара на Формула 1 през 86-а. Трасето е част от календара до сезон 92-ра. Аутодромо Ерманос Родригес е единствената писта, домакинствала Голямата Награда на Мексико. През 2015 пистата ще се завърне в календара на Формула 1 с променена конфигурация.

## Характеристики
Пистата е построена на публичен парк в североизточната част на столицата Мексико Сити, където по-късно се помещава и Олимпийското село за Олимпийските игри през 1968-а. Поради сеизмологичното разположение на града, пистата е неравна. Освен това е известна с високата надморска височина, на която се намира. На височина от 2285 метра, трасето е предизвикателство за пилоти и двигатели.

## Победители във Формула 1
| Година | Пилот           | Конструктор     | Писта            | Статистика |
| 2018   | Макс Верстапен  | Ред Бул Рейсинг | Ерманос Родригес | Статистика |
| 2017   | Макс Верстапен  | Ред Бул Рейсинг | Ерманос Родригес | Статистика |
| 2016   | Люис Хамилтън   | Мерцедес        | Ерманос Родригес | Статистика |
| 2015   | Нико Розберг    | Мерцедес        | Ерманос Родригес | Статистика |
| ------ | --------------- | --------------- | ---------------- | ---------- |
| 1992   | Найджъл Менсъл  | Уилямс-Рено     | Ерманос Родригес | Статистика |
| 1991   | Рикардо Патрезе | Уилямс-Рено     | Ерманос Родригес | Статистика |
| 1990   | Ален Прост      | Ферари          | Ерманос Родригес | Статистика |
| 1989   | Айртон Сена     | Макларън-Хонда  | Ерманос Родригес | Статистика |
| 1988   | Ален Прост      | Макларън-Хонда  | Ерманос Родригес | Статистика |
| 1987   | Найджъл Менсъл  | Уилямс-Хонда    | Ерманос Родригес | Статистика |
| 1986   | Герхард Бергер  | Бенетон-БМВ     | Ерманос Родригес | Статистика |
| 1970   | Джеки Икс       | Ферари          | Ерманос Родригес | Статистика |
| 1969   | Денис Хълм      | Макларън-Форд   | Ерманос Родригес | Статистика |
| 1968   | Джим Кларк      | Лотус-Форд      | Ерманос Родригес | Статистика |
| 1967   | Джим Кларк      | Лотус-Форд      | Ерманос Родригес | Статистика |
| 1966   | Джон Съртис     | Купър-Мазерати  | Ерманос Родригес | Статистика |
| 1965   | Ричи Гинтър     | Хонда           | Ерманос Родригес | Статистика |
| 1964   | Дан Гърни       | Брабам-Клаймакс | Ерманос Родригес | Статистика |
| 1963   | Джим Кларк      | Лотус-Клаймакс  | Ерманос Родригес | Статистика |

## Победители във Формула Е
| Година | Победител        | Отбор                 | Време (Об.)    | Най-бърза обиколка | Пол позишън      | Дата    |
| ------ | ---------------- | --------------------- | -------------- | ------------------ | ---------------- | ------- |
| 2016   | Жером Д'Амброзио | Драгън Рейсинг        | 48:28.409 (43) | Никола Прост       | Жером Д'Амброзио | 12 март |
| 2017   | Лукас ди Граси   | АБТ Шефлер Ауди Спорт | 56:27.535 (45) | Себастиен Буеми    | Оливър Търви     | 1 април |